# 고토 맨션 행방불명 살인 사건
고토 맨션 행방불명 살인 사건(일본어: 江東マンション神隠し殺人事件 こうとうマンションかみかくしさつじんじけん[*])은 2008년 4월 18일 일본 도쿄도 고토구에 위치한 맨션에서 여성이 행방불명되었다가, 후에 살해되어 유기된 사체가 발각된 사건이다.

## 사건 개요
2008년 4월 18일 밤, 회사원이었던 여성(당시 23세 이하, 피해자 여성)이 도쿄 도 고토 구 시오미(潮見) 2번가의 자택 맨션에서 돌연 사라져 친족으로부터 실종 신고가 들어왔다. 맨 윗층의 여성의 집의 현관에서 소량의 혈흔이 남아 있던 점과, 맨션의 방범 카메라에 여성이 외출하는 모습이 남아 있지 않았던 점에서 미루어〈실종 사건〉으로 각종 대중 매체에서 톱 뉴스로 보도되었다. 또한, 해당 시각에 맨션의 1/3이 빈 방이었고 피해자 여성의 양 이웃집 또한 빈 방이었다.
경시청은 해당 맨션 주민 전원에게 사정 청취와 임의 지문 채취, 가택 수사를 실시하였다. 사건 발생으로부터 약 1개월 후인 5월 25일, 피해자 여성의 집에서 두 집 옆의 이웃집에 사는 파견 사원 남성(당시 33세 이하, 가해자 남성)을 주거 침입 용의로 체포하였다. 이후의 수사로 가해자 남성은 사체 손괴 및 유기 혐의로 다시 체포되었고(6월 13일) 살인 혐의로 다시금 체포되었다.(6월 25일)
체포 이후 가해자 남성의 진술에 따라 사건의 전모가 밝혀지게 되었다.

## 같이 보기
- 토막 살인
- 화성 연쇄 살인 사건
- 강호순